# Pimps Up, Ho's Down
Pimps Up, Ho's Down är en TV-dokumentärfilm från 1999 om hallickar i USA. Filmen innehåller intervjuer med amerikanska hallickar och utforskar deras livsstilar.